# Serah Ndanu
Serah Ndanu Teshna (nacida el 3 de marzo de 1988) acreditada como Serah Ndanu es una actriz keniana. Es una de las actrices más famosas de su país y notable por sus protagónicos en proyectos de cine y televisión.

## Carrera
Ndanu ha participado en proyectos exitosos como la película The Rugged Priest en 2011. Debido a su actuación, ganó el premio Kalasha 2011 a la mejor actriz principal. En 2013, fue elegida como la protagonista del drama suajili, Sumu la penzi, compartiendo créditos con Avril, Naomi Ng'ang'a y Joyce Maina.

## Filmografía
| Año           | Proyecto              | Rol        | Notas              |
| ------------- | --------------------- | ---------- | ------------------ |
| 2010-2013     | Noose of Gold         | Soila      | Protagonista       |
| 2010          | Nairobi Law           |            |                    |
| 2011          | The Rugged Priest     | Alice      | Protagonista, cine |
| 2013–presente | Sumu la penzi         | Miriam     | Protagonista       |
| 2015–presente | The Skin Therapy Show | ella misma | Presentadora       |
| 2016–presente | Twisted               | Billy      | Protagonista       |

## Premios y nominaciones
| Año  | Premiación      | Categoría                              | Película          | Resultado | Ref.  |
| ---- | --------------- | -------------------------------------- | ----------------- | --------- | ----- |
| 2011 | Premios Kalasha | Mejor actriz principal en una película | El sacerdote rudo | Ganadora  | [ 5 ] |